# Louisa Hubbard
Louisa Maria Hubbard (São Petersburgo, 8 de março de 1836 — Tyrol, 5 de novembro de 1906) foi uma escritora, feminista e reformista social russa.